# Blade & Soul
Blade & Soul este un joc MMORPG de arte marțiale, adaptat într-un serial anime.

## Episoade
Această listă cuprinde episoadele din anime-ul Blade & Soul, care prezintă o adaptare anime a jocului Coreean Blade & Soul.
1. Cale
2. Dorință
3. Răzbunare
4. Sabie
5. Floare
6. Vis
7. Timp
8. Cer
9. Luna
10. Păcat
11. Pedeapsă
12. Suflet
13. Dumnezeu
1. ↑  ESRB rating database, accesat în 28 august 2022